# 优雅风毛菊
优雅风毛菊（学名：Saussurea elegans）为菊科风毛菊属的植物。分布于俄罗斯、哈萨克斯坦、吉尔吉斯斯坦、乌兹别克以及中国大陆的新疆等地，生长于海拔1,470米至2,000米的地区，一般生于山坡、田间和草坡，目前尚未由人工引种栽培。